# Liège-Bastogne-Liège 2013
Liège-Bastogne-Liège 2013 var den 99. udgave af det belgiske cykelløb Liège-Bastogne-Liège i Ardennerne. Løbet blev afholdt søndag den 21. april 2013 med start i centrum af Liège, og mål i den nordvestlige forstad Ans. Løbet er det trettende ud af 29 i UCI World Tour 2013.
Ireren Daniel Martin var den stærkeste til sidst, da favoriterne Alejandro Valverde og Philippe Gilbert var løbet tør for kræfter, og han kunne sikre sig sin hidtil største sejr, efter et angreb på den sidste stigning kort før mål. Forinden havde hans holdkammerat fra Garmin-Sharp og sidste års Giro d'Italia vinder Ryder Hesjedal forsøgt at angribe, men blev hentet igen.

## Deltagende hold
På grund af at Liège-Bastogne-Liège er en del af UCI World Tour, er alle 18 UCI ProTour-hold automatisk inviteret og forpligtet til at sende et hold. Derudover kan løbsarrangøren ASO invitere et antal hold fra lavere rækker.
| UCI ProTour-hold: - Ag2r-La Mondiale (ALM) - Argos-Shimano (ARG) - Astana Pro Team (AST) - Belkin Pro Cycling (BEL) - BMC Racing Team (BMC) - Cannondale (CAN) - Euskaltel-Euskadi (EUS) - FDJ (FDJ) - Garmin-Sharp (GRM) | 0 - Lampre-Merida (LAM) - Lotto-Belisol (LTB) - Movistar Team (MOV) - Omega Pharma-Quick Step (OPQ) - Orica-GreenEDGE (OGE) - RadioShack-Leopard (RLT) - Team Saxo-Tinkoff (SAX) - Team Sky (SKY) - Vacansoleil-DCM (VCD) - Team Katusha (KAT) | Wildcards: - Europcar - Cofidis - IAM Cycling - Accent Jobs-Wanty - Topsport Vlaanderen-Baloise - Crelan-Euphony |

## Resultat
|     | Rytter                   | Hold             | Tid        |
| --- | ------------------------ | ---------------- | ---------- |
| 1.  | Daniel Martin (IRL)      | Garmin-Sharp     | 6t 38' 07" |
| 2.  | Joaquim Rodríguez (ESP)  | Team Katusha     | + 3"       |
| 3.  | Alejandro Valverde (ESP) | Movistar Team    | + 9"       |
| 4.  | Carlos Betancur (COL)    | Ag2r-La Mondiale | + 9"       |
| 5.  | Michele Scarponi (ITA)   | Lampre-Merida    | + 9"       |
| 6.  | Enrico Gasparotto (ITA)  | Astana Pro Team  | + 18"      |
| 7.  | Philippe Gilbert (BEL)   | BMC Racing Team  | + 18"      |
| 8.  | Ryder Hesjedal (CAN)     | Garmin-Sharp     | + 18"      |
| 9.  | Rui Costa (POR)          | Movistar Team    | + 18"      |
| 10. | Simon Gerrans (AUS)      | Orica-GreenEDGE  | + 18"      |